# Romema

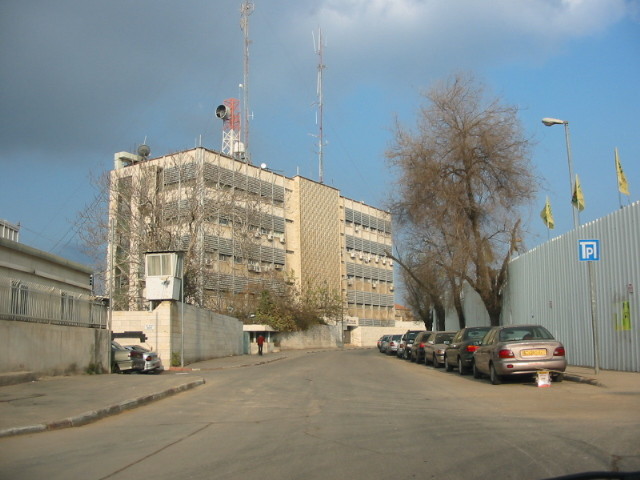
Siedziba Israel Broadcasting Agency (Channel 1) w Romema

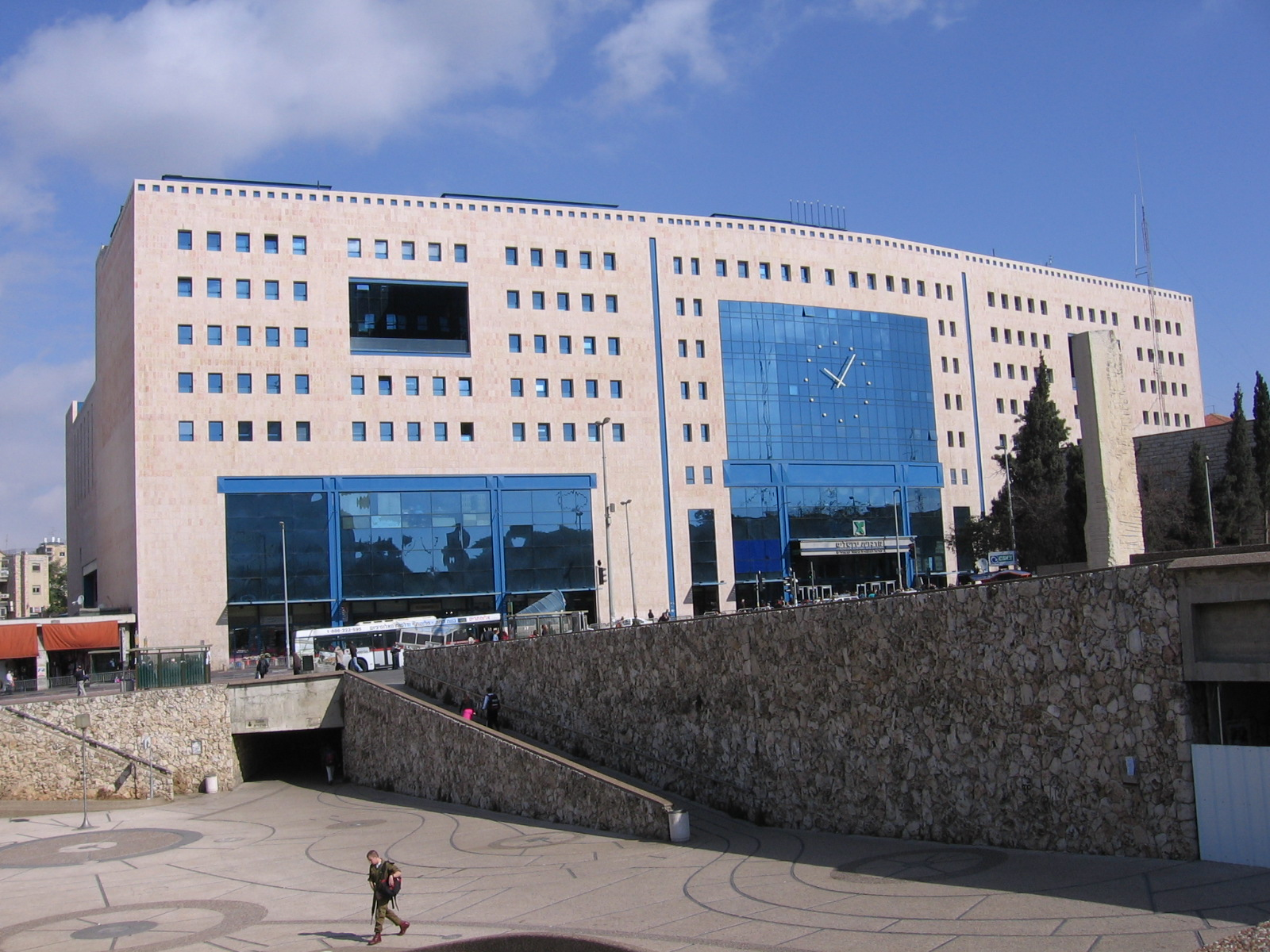
Centralny dworzec autobusowy Jerozolimy

Romema (hebr. רוממה) – osiedle położone w północno-zachodniej części Jerozolimy (Zachodnia Jerozolima), w Izraelu.
Leży w otoczeniu jerozolimskich osiedli Ramot, Ramat Szelomo, Har Hocwim, Sanhedria, Kerem Awraham, Ge’ula, Mekor Baruch i Giwat Sza’ul.

## Historia
Osiedle Romema zostało założone w 1921 przez trzynaście żydowskich rodzin z Jerozolimy. Powstało ono przy wzgórzu, na którym podczas I wojny światowej w 1917 wojska tureckie skapitulowały przed brytyjskim generałem Edmundem Allenby. Obecnie przy ulicy Romema znajduje się pomnik poświęcony pamięci brytyjskich żołnierzy, którzy zginęli podczas wyzwalania Palestyny.
Podczas wojny domowej w Mandacie Palestyny w 1948 osiedle pozostało pod żydowską kontrolą. W okresie oblężenia miasta, do Ramony docierały żydowskie konwoje z pomocą. Między innymi 17 kwietnia dotarł tutaj konwój złożony z ponad 250 pojazdów, przywożąc jedzenie, lekarstwa i amunicję dla oblężonych Żydów w mieście.

## Instytucje
W osiedlu znajduje się główna siedziba pogotowia ratunkowego Magen David Adom, centralny dworzec autobusowy Jerozolimy oraz siedziba Israel Broadcasting Agency (Channel 1).

## Komunikacja
Przez osiedle przebiega droga nr 417  i droga ekspresowa nr 1  (Jerozolima–Tel Awiw).